# Андреа Харшагі
Андреа Харшагі (угор. Harsági Andrea; народилася 22 березня 1971 у м. Ньїредьхаза, Угорщина) — угорська бадмінтоністка.
Учасниця літніх Олімпійських ігор 1992 в одиночному розряді. У першому раунді поступилась Катажині Красовській з Польщі — 1:2.
Чемпіон Угорщини в одиночному розряді (1988, 1990, 1991, 1993, 1994, 1995).
Переможниця Romanian International в одиночному розряді (1991), в парному розряді (1991). Переможниця Slovak International в одиночному розряді (1993). Переможниця Slovenian International в одиночному розряді (1993).